# Glin
Glin (irisch An Gleann) ist ein Dorf bzw. eine kleine Landstadt (town) im County Limerick im Südwesten der Republik Irland.
Glin befindet sich im äußersten Nordwesten der Grafschaft Limerick, nahe der Grenze zum County Kerry, am südlichen Ufer der Mündung des River Shannon, der hier schon den Gezeitenströmungen unterliegt. Der Ort liegt zwischen Foynes im Osten und dem sieben Kilometer entfernten Tarbert im Westen an der Überlandstraße N69.
Die Einwohnerzahl des Ortes wurde beim Census 2022 mit 644 Personen ermittelt.
Das derzeitige Glin Castle, genauer als Georgian house bezeichnet, wurde zwischen 1780 und 1790 erbaut; heute beherbergt es ein Luxushotel. Es existieren außerdem noch die Reste des ersten, um 1200 errichteten Castles.
Die Steinkiste von Tinnakilla liegt unter einer Überlandleitung südöstlich von Glin.
|  |  |  |

## Einwohnerzahlen
| Jahr      | 1991 | 1996 | 2002 | 2006 | 2011 | 2016 | 2022 |
| Einwohner | 608  | 554  | 560  | 566  | 577  | 576  | 644  |
| Quelle:   |      |      |      |      |      |      |      |